# Wiesław Pilis
Wiesław Alfred Pilis (ur. 1950) – polski specjalista w zakresie fizjologii człowieka, fizjologii sportu, rekreacji ruchowej, profesor nauk o kulturze fizycznej, profesor Górnośląskiej Wyższej Szkoły Handlowej im. Wojciecha Korfantego w Katowicach, kierownik Katedry Nauk o Zdrowiu i Fizjoterapii Wydziału Nauk o Zdrowiu Uniwersytetu Humanistycznego-Przyrodniczego im. Jana Długosza w Częstochowie i Wydziału Fizjoterapii Państwowej Medycznej Wyższej Szkoły Zawodowej w Opolu.

## Życiorys
Obronił pracę doktorską, w 1992 habilitował się na podstawie pracy zatytułowanej Wpływ treningu siłowego na wydolność anaerobową oraz reakcje układu krążenia i metabolizm węglowodanowy. 12 lipca 1999 nadano mu tytuł profesora w zakresie nauk o kulturze fizycznej. Objął funkcję profesora w Katedrze Nauk o Zdrowiu i Fizjoterapii na Wydziale Nauk o Zdrowiu Uniwersytetu Humanistycznego-Przyrodniczego im. Jana Długosza w Częstochowie oraz na Wydziale Fizjoterapii Państwowej Medycznej Wyższej Szkoły Zawodowej w Opolu i Górnośląskiej Wyższej Szkole Handlowej im. Wojciecha Korfantego w Katowicach.
Piastuje funkcję kierownika w Katedrze Nauk o Zdrowiu i Fizjoterapii, a także dziekana na Wydziale Nauk o Zdrowiu Uniwersytetu Humanistycznego-Przyrodniczego im. Jana Długosza w Częstochowie.
Był dyrektorem Instytutu Kultury Fizycznej i Turystyki na Wydziale Pedagogicznym Akademii im. Jana Długosza w Częstochowie i rektorem Akademii Wychowania Fizycznego w Katowicach.

## Odznaczenia
- Złoty Krzyż Zasługi (2001)[4]